# Jean-Baptiste de Coincy
Jean-Baptiste de Coincy (Jean-Baptiste de La Rivière de Montreuil de Coincy), né le 7 août 1709 à Paris, où il est mort le 19 juin 1797, est un général de division de la Révolution française.
Il s'illustre au siège de Philippsbourg en 1734, lors de l'attaque du château d'Amenebourg en 1762, ainsi qu'à Prague, Berg-op-Zoom, Cony, Saer, Frauenberg, Troïa, etc.

## Biographie
Il épouse Élisabeth-Rosalie de Sinety le 21 mai 1765.

## État de service[2]
Il entre en service le 1er janvier 1734, comme lieutenant en second au Régiment de Piémont, et il reçoit son brevet de capitaine en 1741. Le 10 avril 1745 il est nommé colonel dans le Régiment des Grenadiers Royaux de Coincy, et le 10 mai 1748, il passe brigadier d'infanterie. Il est promu maréchal de camp le 20 février 1761, et le 19 juillet 1763, il devient gouverneur de Toulon.
Lieutenant général des Armées du Roi le 1er mars 1780, il commande la 8e division militaire en 1791. Il est admis à la retraite le 19 juin 1793.

## Décorations, titres et honneurs
- Commandeur de l’ordre royal et militaire de Saint-Louis[3] le 25 août 1786.

## Coincy et la langue d'oc
Du point de vue de l'histoire de l'occitan, Coincy, gouverneur de Toulon et lieutenant des Armées du Roi est l'auteur, à la veille de la Révolution, de placards en provençal, exhortant les Provençaux à ne pas céder à la violence mais à adresser leurs doléances par la voie administrative. Il s'agit donc d'un rare emploi administratif de l'occitan, à une époque où, parmi les langues d'oc, seul le béarnais était encore langue administrative.